# Blepharita aphanea
Blepharita aphanea là một loài bướm đêm trong họ Noctuidae.